# Linda Richards

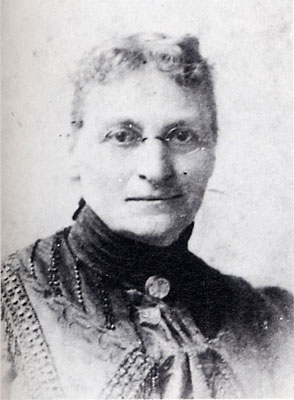
Linda Richards (1841–1930)

Malinda Ann Judson „Linda“ Richards (* 27. Juli 1841 in West Potsdam, New York, USA; † 16. April 1930 in Boston, Massachusetts, USA) war eine US-amerikanische Krankenschwester und die erste diplomierte Krankenschwester der Vereinigten Staaten.

## Leben

### Kindheit und Zeit als „Born-Nurse“
Linda Richards, eigentlich Malinda Ann Judson Richards, war die jüngste der vier Töchter von Betsy Sinclair Richards und Sanford Richards, einem Prediger, der seine jüngste Tochter nach der Missionarin Ann Hasseltine Judson benannte. Sanford Richards war mit sechs von insgesamt zehn Brüdern im Jahr 1630 nach Amerika gekommen. Etliche der Vorfahren von Sanford Richards waren Ärzte und Pfarrer. Linda Richards Mutter Betsy Sinclair Richards entstammte einer Familie der Orkney-Inseln. Als Linda vier Jahre alt war, starb der Vater an Tuberkulose. Die Mutter erkrankte neun Jahre später ebenfalls an Tuberkulose, und die erst dreizehnjährige Linda pflegte die Mutter bis zu deren Tod. Im Jahr 1860 verlobte sich Linda Richards mit George Poole, der vor der Hochzeit in den Amerikanischen Bürgerkrieg eintrat und 1865 verwundet wurde. Linda Richards pflegte auch ihn bis zu seinem Tod im Jahr 1869. Linda Richards bezeichnete sich als „born-nurse“, also als eine Krankenschwester, die von erfahrenen älteren Frauen und dem Hausarzt eingearbeitet wurde. Dies war ihr jedoch zu wenig. Sie wünschte sich eine Ausbildung, die über diese Anleitung durch in Pflege erfahrene Frauen und den Hausarzt hinausging. Sie begann eine Tätigkeit als Pflegehelferin im Boston City Hospital, wo sie jedoch lediglich die Tätigkeit eines Dienstmädchens ausführen durfte. Sie war sehr enttäuscht. Auch die schlechte Qualität der Pflege machte ihr zu schaffen. Sie empfand die meisten Pflegekräfte als gedankenlos, herzlos und respektlos. Allerdings wurden die Pflegekräfte auch wenig respektiert, lebten in schäbigen Zimmern, bekamen nur wenig zu essen und hatten wenig Freizeit. Diese schlechten Bedingungen förderten den Zynismus der Pflegekräfte. Als das englischsprachige Buch „Una and Her Paupers“ erschien, das die Geschichte der Pflegeausbildung am St. Thomas’s Hospital in London bei Florence Nightingale erzählte, intensivierte Linda Richards ihre Suche nach einem Ort, an dem sie als Pflegekraft ausgebildet werden konnte. Sie wurde zu einem der Ärzte am New England Hospital for Women and Children in Boston verwiesen, der ihr von einer Krankenpflegeschule erzählte, die an diesem Krankenhaus eingerichtet werden sollte.

### Ausbildung zur diplomierten Krankenschwester
1872 wurde am New England Hospital for Women and Children in Boston die erste Allgemeine Schwesternschule in den USA (General Training School for Nurses) eingerichtet. Die Gründung der Schule hing maßgeblich mit dem Engagement der beiden Ärztinnen Susan Dimock und Marie Zakrzewska zusammen. Dimock hatte auf einer Europareise auch Florence Nightingale und Theodor und Friederike Fliedner in Kaiserswerth besucht, um sich Inspirationen für eine Krankenpflegeausbildung zu holen. Zakrzewska hatte während ihrer Ausbildung zur Hebamme an der Charité in Berlin bereits das Krankenpflegelehrbuch des Arztes Johann Friedrich Dieffenbach kennengelernt. Richards gehörte zu den ersten fünf Schülerinnen dieser Schwesternschule, die aufgenommen wurden. Linda Richards schrieb sich als Erste ein. Im ersten halben Jahr der Ausbildung begann der Tag mit dem Aufstehen um 5:30 Uhr und endete abends um 21:00 Uhr, wenn die Schwesternschülerinnen sich in kleinen Räumen zwischen den Stationen schlafen legten. Auch während der Nachtruhe musste nach den Patienten gesehen werden, und nicht selten wurde der Nachtschlaf mehrfach unterbrochen. Nach sechs Monaten wurde eine eigene Nachtschwester eingestellt. Schulunterricht fand in jeder zweiten Woche an lediglich einem Nachmittag statt. Die Ausbildung dauerte ein Jahr, umfasste auch ambulante Einsätze und schloss ohne eigene Prüfung ab. Linda Richards erwarb am 1. Oktober 1873, im Alter von 32 Jahren, ihr Krankenpflegediplom. Da sie sich als erste Schülerin eingeschrieben hatte, galt sie bzw. gilt sie noch als erste diplomierte amerikanische Krankenschwester.

### Beruflicher Werdegang
Ab 1873 arbeitete Linda Richards als Hauptnachtschwester am Bellevue-Krankenhaus in New York City und bildete die Krankenpflegeschülerinnen der dortigen Krankenpflegeschule in der Nachtwache aus. Die Schule wurde geleitet von der englischen Schwester Helen des Ordens All Saint Sisters of the Poor. Schwester Helen hatte in London  Florence Nightingales Art und Weise der Krankenpflege kennengelernt. Die Patienten des Bellevue-Krankenhauses kamen häufig aus den Slums von New York. Richards, die in Boston überwiegend mit Privatpatienten zu tun gehabt hatte, gewöhnte sich rasch an diese neue Situation. Die Nachtwachen waren beschwerlich, weil nachts die Gaslampen abgedreht wurden und auch nur zwei Kerzen pro Schlafsaal zur Verfügung standen. In Zusammenarbeit mit einem Arzt führte Linda Richards die ersten schriftlichen Berichterstattungen bei Schwerkranken ein. Zu den ersten Schülerinnen der Krankenpflegeschule am Bellevue-Krankenhaus gehörte Isabel Hampton Robb (1859–1910). Gegen die Schwesternschülerinnen, die wie Robb teilweise aus den bürgerlichen Schichten kamen, gab es jedoch Widerstände seitens der Patienten und ihrer Angehörigen. Da Richards am New England Hospital das Krankenpflegediplom ohne vorausgehende Prüfung erhalten hatte, legte sie mit zwei Kolleginnen aus dem New England Hospital zusätzlich die erste Prüfung, die an der Krankenpflegeschule des Bellevue-Krankenhauses stattfand, ab und bestand sie ohne Probleme.
Im November des Jahres 1874 erhielt Linda Richards die Stelle der Schulleitung der Krankenpflegeschule am Massachusetts General Hospital in Boston. Diese Schule bestand zu diesem Zeitpunkt seit einem Jahr und war lediglich indirekt an das Krankenhaus angeschlossen, weil das ärztliche Personal sich zunächst gegen die Eröffnung einer Krankenpflegeschule ausgesprochen hatte. Man erachtete eine solche Schule als überflüssig. Deshalb wurde die Schule einem eigenen Aufsichtsrat unterstellt. Die pflegerische Tätigkeit folgte zu jenem Zeitpunkt einer strikten Arbeitsteilung. So wurden die Schwestern beispielsweise am ersten Tag in der Wäscherei eingesetzt, am zweiten Tag im Speisesaal, am dritten Tag in den Krankensälen zum Waschen der Patienten und am vierten Tag in der Behandlungspflege. Dann folgte eine Nachtwache und schließlich ein freier Tag. Schon im Jahr 1875 ließ der ärztliche Dienst unter der Leitung von Norton Folsom seine Bedenken gegen die neue Schule fallen. Es entstand ein modernes Schwesternwohnheim mit Speisesaal und Diätküche, und die Schule wurde dem Krankenhaus direkt angeschlossen. Die Krankenschwester Anna Maxwell, später als US-amerikanische Florence Nightingale bezeichnet, war hier Schülerin von Linda Richards.

### Reise nach England zu Florence Nightingale
Linda Richards bereiste Europa und Japan. 1877 erfüllte sich ein lang gehegter Traum und sie erhielt eine Einladung der Krankenpflegeschule des St Thomas’ Hospital in London. Florence Nightingale hatte diese Schule im Jahr 1860 ins Leben gerufen. In London angekommen, erhielt sie auch eine persönliche Aufforderung von Nightingale für einen privaten Besuch. Nightingale war zum Zeitpunkt des Besuches bereits erkrankt und empfing Richards im Liegen. Der Besuch hinterließ einen bleibenden Eindruck bei Linda Richards. Nightingale empfahl ihr zum einen den Besuch bei den Sisters of St. John im King’s College Hospital und zum anderen bei der Royal Infirmary in Edinburgh. Richards erhielt die Möglichkeit einer vierwöchigen Hospitation im King’s College Hospital. Sie lernte hier die Dienstkleidung der Ordensfrauen kennen und wurde mit den strengen Regeln des Krankenhauses vertraut gemacht, die sie aus den USA in dieser Form nicht kannte. So war es beispielsweise Krankenschwestern nicht erlaubt, dasselbe Treppenhaus wie die Ärzte zu benutzen. Vom King’s College Hospital aus reiste Richards nach Edinburgh, wo sie Mitte August 1877 bei Nebel und Regen ankam. Die Leiterin der Krankenpflegeschule am Royal Infirmary, Miss Angélique Lucille Pringle, war eine Schülerin von Florence Nightingale. Linda Richards wurde mit den Wundbehandlungsmethoden von Joseph Lister (1827–1912) vertraut gemacht, der als Vater der antiseptischen Chirurgie gilt. Ein Schüler Listers, der Mediziner Joseph Bell (1837–1911), gab dem Pflegepersonal an jedem Sonntag die Möglichkeit, an einer Wundvisite (bedside teaching) teilzunehmen. Zwei Krankenschwestern wurden als „house surgeons“ eingesetzt. Bell forderte unbedingt eine qualifizierte Ausbildung für das Pflegepersonal. Seiner Meinung nach waren „Nachtschwestern gescheiterte Wäscherinnen“ und das Tagdienstpersonal rekrutiere sich allenfalls aus den besten dieser insgesamt schlechten Nachtschwestern.
Auf der Rückreise von Edinburgh hielt sich Linda Richards einige Tage im Landhaus von Florence Nightingale auf. So blieb Zeit für Gespräche zwischen den Frauen. Nach einem Besuch in Paris verließ Richards Europa.

### Aufbau der Krankenpflegeausbildung in Japan

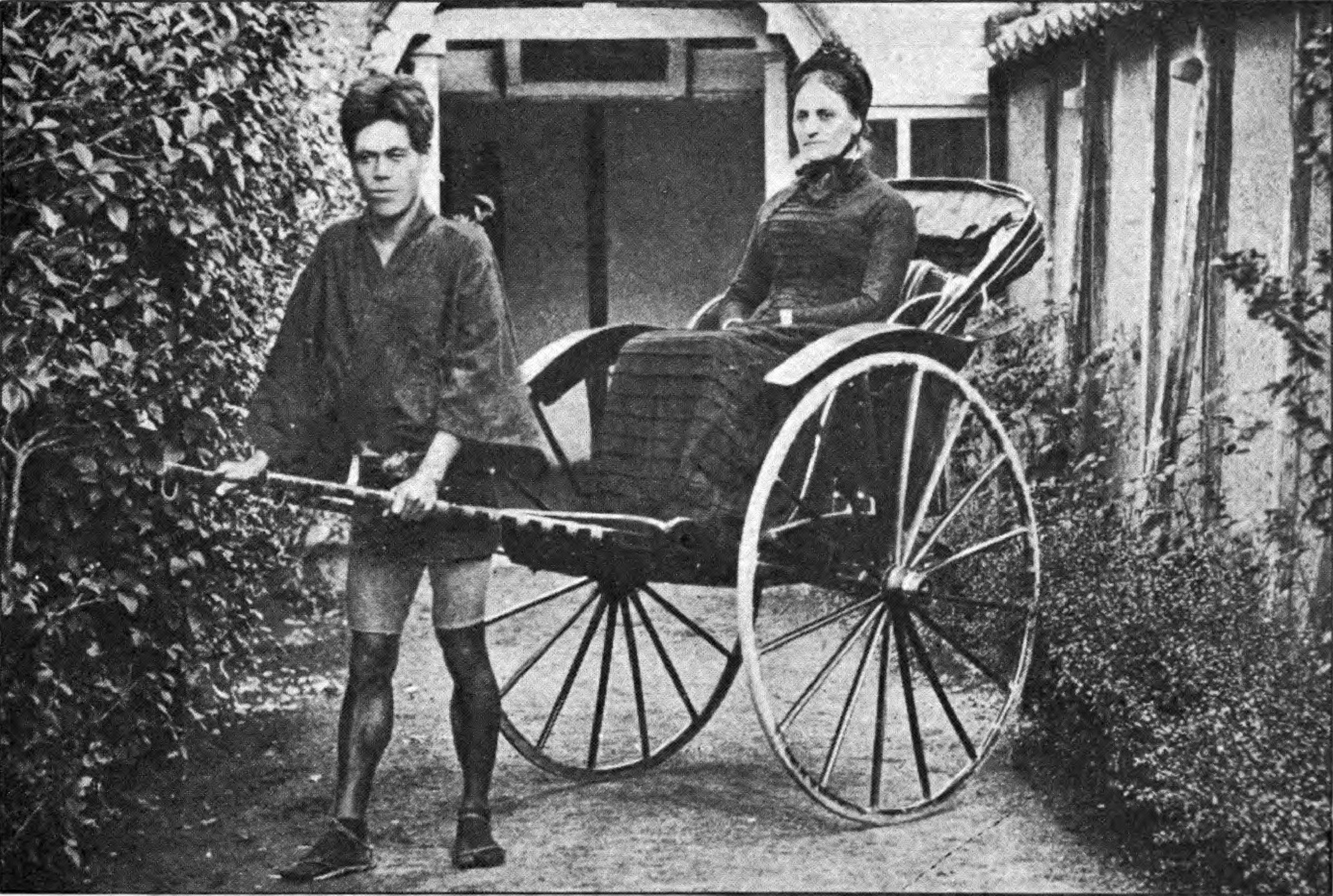
Linda Richards in Japan

Nach einer Tätigkeit als Schulleiterin der Krankenpflegeschule des Boston City Hospital folgte Linda Richards am 14. Dezember 1885 einem Ruf des American Board of Mission nach Japan, um dort eine Krankenpflegeschule aufzubauen. Die Schiffsreise begann in San Francisco und führte mit einem Zwischenstopp in Honolulu nach Yokohama. Kurz nach ihrer Ankunft brach die Cholera aus und sie kam zunächst in Quarantäne. Richards blieb fünf Jahre lang in Japan und organisierte in Kyoto eine erste Krankenpflegeausbildung. Sie wurde dabei unterstützt von dem Ehepaar Jō und Yae Niijima. Jō Niijima war als Missionar für das American Board of Commissioners for Foreigns Missions, der ältesten US-amerikanische Auslandsmissionsgesellschaft für das Christentum, tätig. Er hatte sich auch eine Zeit lang zu Studienzwecken in Deutschland aufgehalten. Die Kyōto Krankenschwesternschule (Kyōto kanbyōfu gakkō) konnte als Teil des Dōshisha Universitätskrankenhauses gegründet werden. Linda Richards war sehr beeindruckt von der Geduld der angehenden japanischen Krankenschwestern im Umgang mit Patienten und im Erlernen des neuen Berufs. Im Juni 1888 erhielten die ersten japanischen Krankenschwestern ihr Krankenpflegediplom. Bei der Feierlichkeit anlässlich des Überreichens der Urkunden gab es Gebete, Musik und Ansprachen. Haus und Garten waren ansprechend dekoriert worden und es kamen weit mehr Besucher als erwartet.
Da Linda Richards als Missionarin nach Japan entsandt worden war, wurde von ihr auch eine entsprechende Tätigkeit erwartet. So gab sie neben ihrer Tätigkeit als Lehrerin in der Pflege auch Bibelstunden für ältere Frauen in Japan. Im Herbst 1890 kehrte Richards in die USA zurück. Die Schiffsreise führte sie über den Suez-Kanal nach Paris, wo sie Freunde besuchte. Kurz nach ihrer Abreise aus Japan wurde die Krankenpflegeschule in Kyoto in japanische Hände übergeben.

### Letzte Berufsjahre in den USA
Zurück in den USA durchlief Linda Richards mehrere Stationen, wo sie jeweils mit der Organisation einer modernen Pflegeausbildung befasst war. So arbeitete sie unter anderem im Kirkbride's Hospital for Insane in Philadelphia (Pennsylvania), am Methodist Episcopal Hospital in Philadelphia, am Brooklyn Homeopathic Hospital in Brooklyn (New York City), und am Taunton Hospital for the Insane in Taunton (Massachusetts). Richards befasste sich mit Fragen psychiatrischer Pflege. Die Anwendung von Hydrotherapie in der Pflege war ihr ein weiteres Anliegen.
Linda Richards vertrat ähnlich wie Florence Nightingale die Auffassung, dass Pflege eine Kunst sei. Von einer Pflegetheorie kann bei ihr allerdings noch nicht gesprochen werden. Richards begriff sich eher als Praktikerin denn als Theoretikerin. Ihre Lebenserinnerungen hat sie in dem Buch „Reminiscences of Linda Richards – America's first trained nurse“ festgehalten. Dieses Werk wurde zu einem wichtigen historischen und ideengeschichtlichen Dokument für die Pflege.

### Schülerin Sophia French Palmer
Zu den Schülerinnen von Linda Richards gehörte die US-amerikanische Pflegelehrerin und Pflegeorganisatorin Sophia French Palmer (1853–1920), die 1878 das Examen als Krankenschwester an der Massachusetts General Hospital School of Nursing absolvierte. Palmers Forderungen für die Pflege fanden 1903 im so genannten Armstrong-Gesetz ihren Niederschlag, das zum ersten Mal auch die dreijährige Ausbildungszeit für Krankenschwestern vorschrieb.

## Publikation
- Reminiscences of Linda Roberts, Autobiographie von 1911.